# Marco Racaniello
Marco Racaniello (Cernusco sul Naviglio, 14 gennaio 1977 – Buttrio, 3 settembre 2005) è stato un pianista, compositore e direttore di coro italiano.

## Biografia
Marco Racaniello si avvicinò giovanissimo alla musica incoraggiato dai genitori; nello studio del pianoforte diede dimostrazione di essere un bambino prodigio, creando composizioni musicali ben prima dell'adolescenza.
Diplomato in Pianoforte al Conservatorio Jacopo Tomadini di Udine, eseguì approfondimenti di Composizione presso il medesimo Istituto di Alta formazione musicale.
Durante l'intero percorso formativo sarà sempre seguito dal maestro Fabio Di Marco.
Affascinato dalla purezza e dalla sacralità che esprime il coro a cappella, decise di volgere il suo interesse verso questo genere musicale. Diresse diversi cori della regione Friuli-Venezia Giulia fino al 1999, anno in cui gli venne affidata la direzione del Coro alpino della Brigata "Julia".
Numerosi i riconoscimenti internazionali da lui conseguiti, come il concerto al  Teatro Nazionale di Vilnius, alla presenza del Presidente Lituano Valdas Adamkus e del comandante europeo della Nato, Wesley Clark; durante il festeggiamento per il 50º anniversario della "Julia" diresse, oltre al coro della brigata, il baritono Ruggero Raimondi e il mezzosoprano Mirna Pecile al cospetto delle più alte cariche politico-istituzionali italiane.
Morì a soli 28 anni, nel settembre 2005, dopo essere stato investito da un'automobile.